# Miss Piauí BE Emotion 2019
Miss Piauí BE Emotion 2019 foi a 61ª edição do tradicional concurso de beleza de Miss Piauí BE Emotion, válido para a disputa de Miss Brasil BE Emotion 2019, único caminho para o Miss Universo. O concurso que foi realizado no dia 16 de fevereiro de 2019 no Shopping Rio Poty, localizado na capital. Comandado pelo empresário e diretor da Band Piauí, Diego Trajano, o concurso reuniu quinze (15) candidatas disputando o título sob a apresentação dos jornalista Francisco José e da Miss Brasil 2017 Monalysa Alcântara.

## Resultados

### Colocações
| Posição   | Cidade e Candidata                      |
| Vencedora | - São Raimundo Nonato - Dagmara Landim  |
| 2º. Lugar | - União - Roberlânia Viana              |
| 3º. Lugar | - Teresina - Ana Luiza Araújo           |
| 4º. Lugar | - José de Freitas - Raimunda dos Santos |
| 5º. Lugar | - Pedro II - Thaynara Santos            |

### Prêmios especiais
O concurso distribuiu os seguintes prêmios este ano:
| Prêmio            | Candidata                              |
| Miss Simpatia     | - José de Freitas: Raimunda dos Santos |
| Miss Voto Popular | - União: Roberlânia Viana              |

## Candidatas
Disputaram o título este ano: 
| Crislane Vieira: Idade: 20 anos/Altura: 1,68/Peso: 50 Kg/Cidade: Cocal dos Alves - As demais cadidatas não tiveram o perfil informado pelo site do Miss Piauí Be Emotion. Dagmara Landim: Idade: 22 anos/Altura: 1,77/Peso: 58 Kg/Cidade: São Raimundo Nonato Emilia Brito: Idade: 20 anos/Altura: 1,68/Peso: 56Kg/Cidade: Parnaíba Gessiane Pires: Idade: 20 anos/Altura: 1,70/Peso: 49 Kg/Cidade: Esperantina Jaciele Rodrigues: Idade: 20 anos/Altura: 1,75/Peso: 55 Kg/Cidade: Teresina Kelly Santos: Idade: 21 anos/Altura: 1,70/Peso: 57 Kg/Cidade: Teresina Maria Thaynara dos Santos: Idade: 19 anos/Altura: 1,69/Peso: 59 Kg/Cidade: Pedro II Mayara de Melo: Idade: 21 anos/Altura: 1,70/Peso: 52 Kg/Cidade: Teresina Raimunda dos Santos: Idade: 22 anos/Altura: 1,75/Peso: 51 Kg/Cidade: José de Freitas Roberlânia Sousa: Idade: 20 anos/Altura: 1,74/Peso: 56 Kg/Cidade: União Samara de Mesquita: Idade: 22 anos/Altura: 1,70/Peso: 50 Kg/Cidade: Teresina Sulene de Oliveira: Idade: 19 anos/Altura: 1,70/Peso: 57 Kg/Cidade: Teresina |